# Aleje (Františkovy Lázně)
Aleje je vesnice, součást města Františkovy Lázně v okrese Cheb. Společně se samotou Zátiší tvoří evidenční část Aleje-Zátiší, ležící v katastrálním území Františkovy Lázně.

## Historie
Zástavba Alejí vznikla na přelomu 19. a 20. století podél cesty z Františkových Lázní do Horní Vsi. Koncem 20. století byl na západním okraji vsi vybudován obchvat Františkových Lázní tvořený silnicí I/21.
Dne 24. listopadu 1990 vznikla evidenční část Aleje-Zátiší, kterou tvoří Aleje a samota Zátiší.

## Galerie

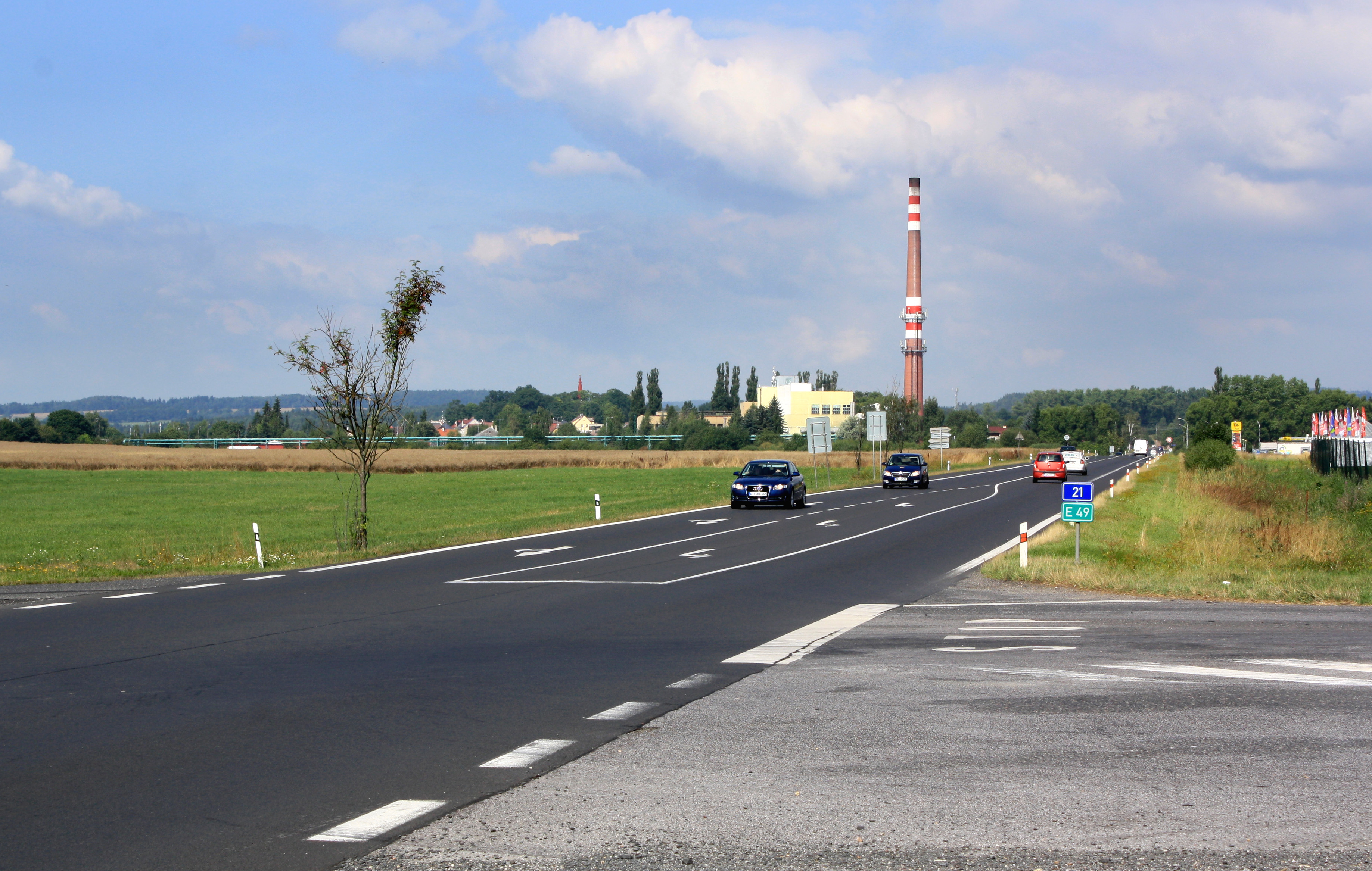
Silniční obchvat Františkových Lázní na okraji Alejí
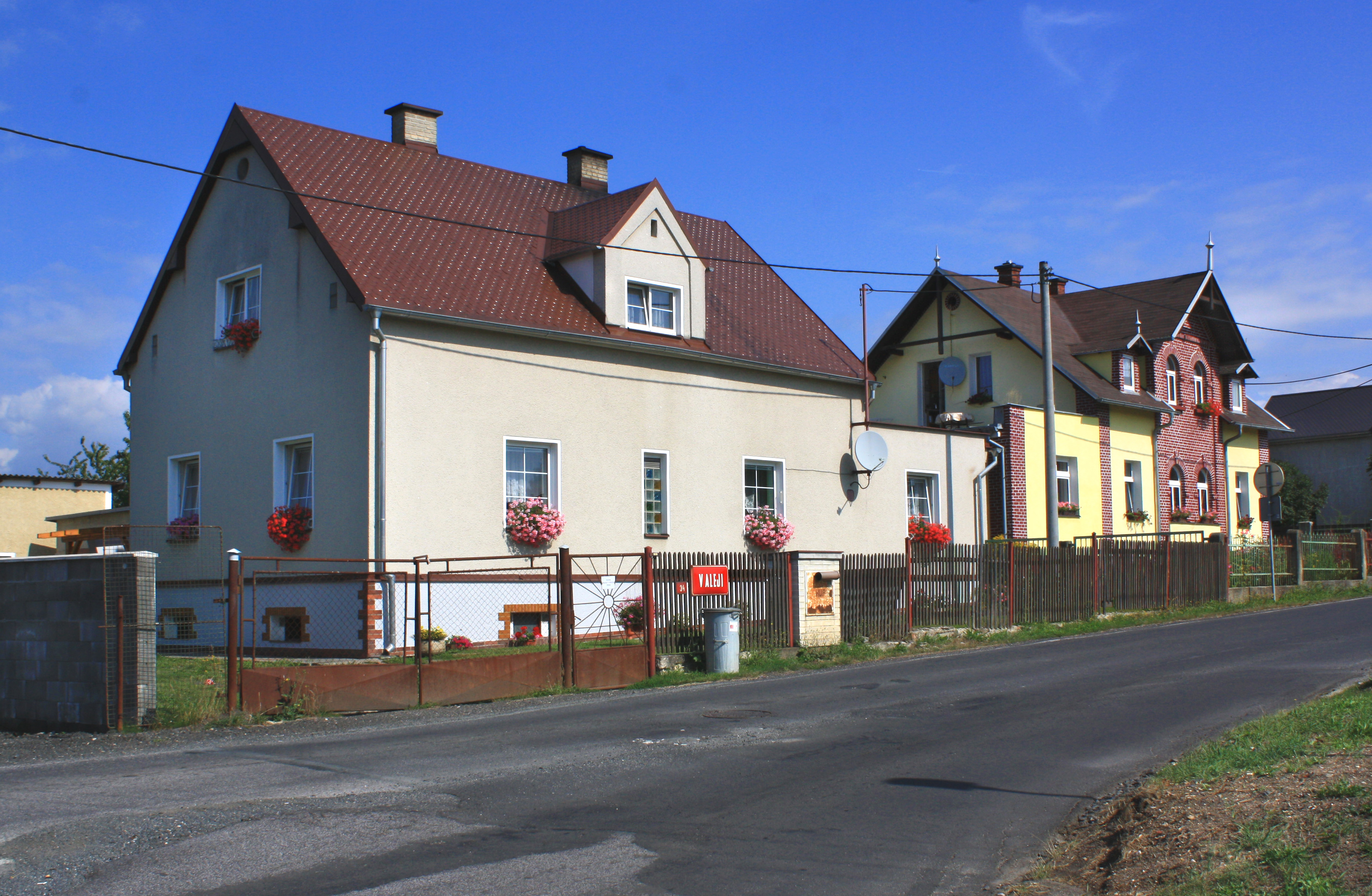
Zástavba na západním okraji vsi
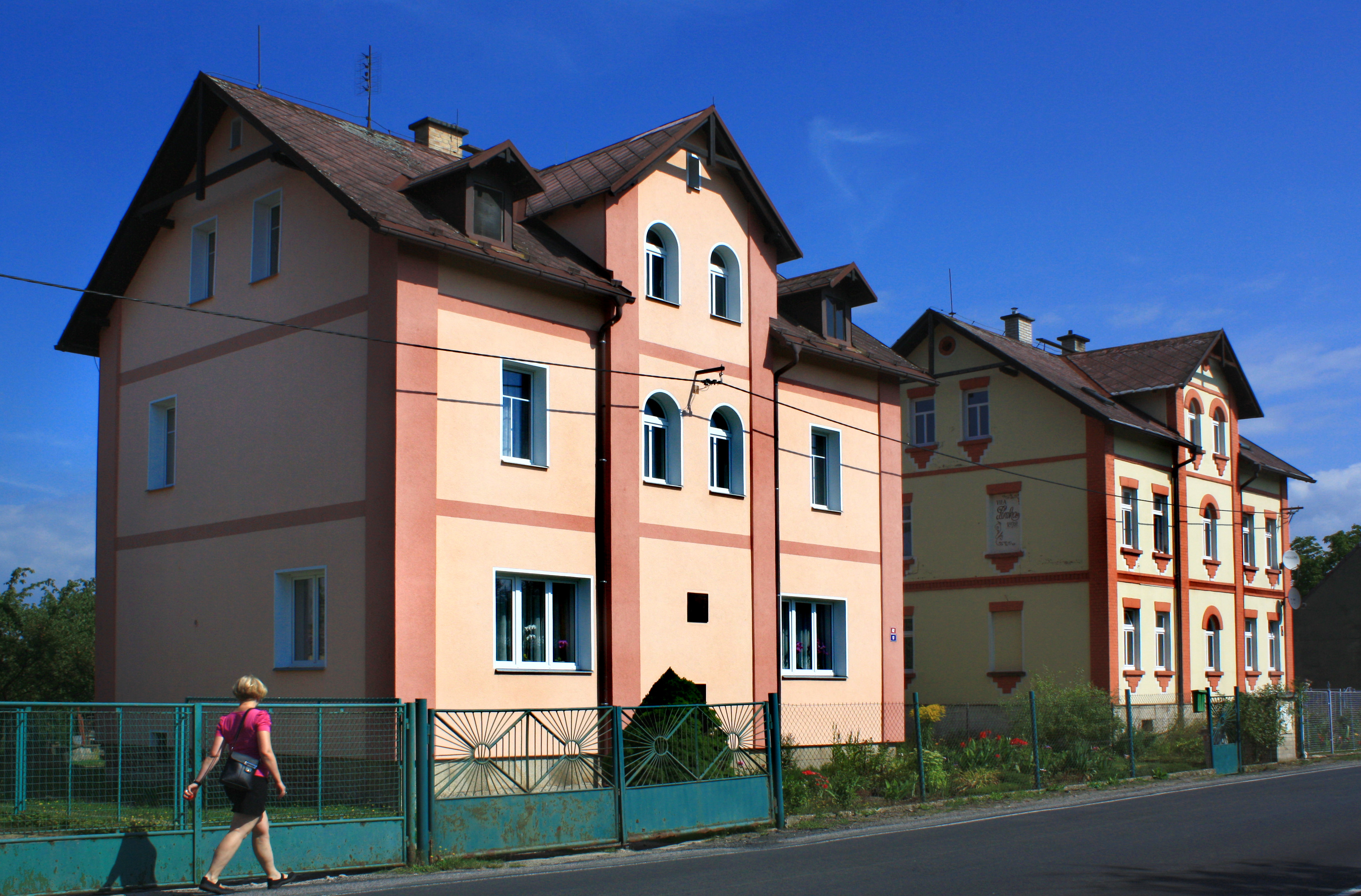
Městské bytové domy v Alejích